# Aurorobotys aurorina
Aurorobotys aurorina is een vlinder van de familie van de grasmotten (Crambidae). De wetenschappelijke naam van deze soort is voor het eerst voorgesteld als Ebulea aurorina door Arthur Gardiner Butler in een publicatie uit 1878.
De soort komt voor in Japan.